# Fumie Sasabuchi
Fumie Sasabuchi (jap. 笹渕 文枝, Sasabuchi Fumie; * 1975 in der Präfektur Tokio, Japan) ist eine japanische Künstlerin.

## Leben und Werk
Von 1995 bis 1999 studierte sie Malerei an der Tama Art University in Tokio und von 2001 bis 2006 an der Akademie der Bildenden Künste München. Sie lebt und arbeitet in Berlin.
Fumie Sasabuchi bearbeitet Ausrisse vor allem aus Modemagazinen mit sehr feinen Kugelschreibern und Farbstiften. Anatomisch genau zeichnet sie die unter der Hautoberfläche liegenden Knochen, Muskeln und Organe sichtbar auf ein Menschenbildnis. Ebenfalls auf Ausrissen aus Zeitschriften zeichnet sie mit Bleistift den abgebildeten Menschen Tätowierungen auf die Haut, deren Motive der japanischen Yakuza entstammen.

## Sammlungen
- Sammlung zeitgenössischer Kunst der Bundesrepublik Deutschland, Bonn

## Einzelausstellungen
- 2005 o. T., Galerie Zink, München
- 2006 Art Brussels Solo show, Brüssel, Belgien
- 2007 Artist in residence, Galerie Zink, New York
- 2008 o. T., Galerie Zink, Berlin
- 2010 Kunstverein Gera
- 2010 Galerie Zink, München
- 2011 Total Eclipse, raum 58, München
- 2012 Galerie Andreas Grimm, München
- 2013 Galerie Andreas Grimm, München

## Gruppenausstellung
- 2006 Dark, Museum Boijmans Van Beuningen, Rotterdam, Niederlande
- 2006 Into me / Out of me, P.S.1 Contemporary Art Center, Long Island, USA
- 2006 Into me / Out of me, Kunst-Werke Berlin - KW Institute of Contemporary Art, Berlin
- 2006 Open Source raum500, München
- 2006 Die Schönheit der Chance - König Fussball trifft Königin Kunsthalle Nürnberg, Nürnberg
- 2007 The teardrop explodes, Stadtgalerie Schwaz, Schwaz
- 2007 Into Me / Out of Me, Museo d’Arte Contemporanea di Roma (MACRO), Italien, Rom
- 2007 The teardrop explodes, Stadtgalerie Schwaz, Österreich
- 2008 what's the point of giving you any more artworks when you don't understand the ones you've got?, Galerie Zink, München
- 2008 Grauzone, Kunstarkaden, München
- 2009 Jahresgaben, Kunstverein München